# Mahershala Ali
Mahershala Ali (ur. jako Mahershalalhashbaz Gilmore 16 lutego 1974 w Oakland) – amerykański aktor, nagrodzony Oscarem dla najlepszego aktora drugoplanowego za role w filmach Moonlight (2017) oraz Green Book (2019).
Karierę aktorską rozpoczął rolami serialowymi, grał m.in. w serialu 4400, lecz nie stronił od małego ekranu również później, grając w serialach House of Cards, Luke Cage czy Detektyw. Jego pierwszym filmem pełnometrażowym był Ciekawy przypadek Benjamina Buttona, w reżyserii Davida Finchera.

## Życiorys
Urodził się w 1974 roku w Oakland w Kalifornii, a wychował się w Hayward w tym samym stanie. Uczęszczał do college’u St. Mary’s w Moradze, który ukończył w 1996 roku na wydziale komunikacji masowej.
Otrzymał stypendium sportowe za osiągnięcia w koszykówce, jednak nie kontynuował kariery sportowej z powodu sposobu, w jaki byli traktowani zawodnicy zespołu. Zainteresował się aktorstwem, zwłaszcza po wzięciu udziału w inscenizacji sztuki Spunk, dzięki której otrzymał staż w California Shakespeare Theater. Po rocznej przerwie w edukacji, podczas której pracował dla wydawnictwa Gavin Report, podjął naukę na Uniwersytecie Nowojorskim, zdobywając tytuł magistra w 2000 roku.

### Kariera
Aktor znany był profesjonalnie jako Mahershalalhashbaz Ali do 2010 roku. Występował w roli Remy’ego Dantona w serialu Netflix House of Cards, Cornella Stokesa w Luke Cage, pułkownika Boggsa w filmie Igrzyska śmierci: Kosogłos. Część 1 i Igrzyska śmierci: Kosogłos. Część 2 oraz Tizzy w filmie z 2008 roku Ciekawy przypadek Benjamina Buttona.
W 2016 roku zdobył uznanie krytyki za rolę dilera w filmie Moonlight. Otrzymał Oscara, był nominowany do Złotego Globu oraz zdobył Nagrodę Gildii Aktorów Ekranowych, a także Critics’ Choice Movie Awards dla najlepszego aktora drugoplanowego.
W 2019 roku otrzymał Złoty Glob za rolę drugoplanową w filmie Green Book oraz Oscara w tej kategorii za tę samą rolę.

## Życie prywatne
Jego imię pochodzi od proroczego imienia dziecka ze Starego Testamentu (Maher-Shalal-hash-Baz). Został wychowany w religii chrześcijańskiej przez matkę będącą wyświęconym szafarzem. Później przeszedł na islam, zmieniając swoje nazwisko z Gilmore na Ali i dołączył do Wspólnoty Muzułmańskiej Ahmadijja.
Ma żonę Amatus Sami-Karim.

## Filmografia

### Filmy
| Rok  | Tytuł                               | Rola                    | Reżyser                                              |
| ---- | ----------------------------------- | ----------------------- | ---------------------------------------------------- |
| 2003 | Making Revolution                   | Marc Laslow             | Colin Trevorrow                                      |
| 2008 | Umi's Heart                         | Ezra                    | Joslyn Rose Lyons                                    |
| 2008 | Ciekawy przypadek Benjamina Buttona | Tizzy Weathers          | David Fincher                                        |
| 2009 | Ścigani                             | detektyw Strickland     | Wayne Kramer                                         |
| 2010 | Predators                           | Mombasa                 | Nimród Antal                                         |
| 2010 | Niesłusznie skazany                 | Calvin Willis           | Tom McLoughlin                                       |
| 2012 | Drugie oblicze                      | Kofi Kancam             | Derek Cianfrance                                     |
| 2013 | Go for Sisters                      | Dez                     | John Sayles                                          |
| 2014 | Supremacy                           | Deputowany Rivers       | Deon Taylor                                          |
| 2014 | Igrzyska Śmierci: Kosogłos. Część 1 | Boggs                   | Francis Lawrence                                     |
| 2015 | Igrzyska Śmierci: Kosogłos. Część 2 | Boggs                   | Francis Lawrence                                     |
| 2016 | Kiksy                               | Marlon                  | Justin Tipping                                       |
| 2016 | Gubagude Ko                         | Ochoro                  | Philiane Phang                                       |
| 2016 | Rebeliant                           | Moses Washington        | Gary Ross                                            |
| 2016 | Moonlight                           | Juan                    | Barry Jenkins                                        |
| 2016 | Ukryte działania                    | Jim Johnson             | Theodore Melfi                                       |
| 2017 | Roxanne Roxanne                     | Cross                   | Michael Larnell                                      |
| 2018 | Green Book                          | Don Shirley             | Peter Farrelly                                       |
| 2018 | Spider-Man: Uniwersum               | Aaron Davis/The Prowler | Bob Persichetti, Peter Ramsey i Rodney Rothman       |
| 2019 | Alita: Battle Angel                 | Vector                  | Robert Rodriguez                                     |
| 2021 | Łabędzi śpiew (Swan Song)           | Cameron                 | Benjamin Cleary                                      |
| 2023 | Spider-Man: Poprzez multiwersum     | wujek Aaron             | Joaquim Dos Santos, Kemp Powers i Justin K. Thompson |
| 2023 | Zostaw świat za sobą                | George H. Scott         | Sam Esmail                                           |
| 2025 | Jurassic World Rebirth              | Duncan Kincaid          | Gareth Edwards                                       |

### Seriale
| Rok       | Tytuł                              | Rola                         | Uwagi                              |
| --------- | ---------------------------------- | ---------------------------- | ---------------------------------- |
| 2001–2002 | Jordan w akcji                     | doktor Trey Sanders          | Dziewiętnaście odcinków            |
| 2002      | Napiętnowany                       | Alex Dalcour                 | Odcinek „Abby”                     |
| 2002      | Nowojorscy gliniarze               | Rashard Coleman              | Odcinek „Das Boots”                |
| 2003      | CSI: Kryminalne zagadki Las Vegas  | ochroniarz                   | Odcinek „Szczęśliwy traf”          |
| 2003      | The Handler                        |                              | Odcinek „Big Stones”               |
| 2003–2004 | Raport o zagrożeniach              | Jelani Harper                | Piętnaście odcinków                |
| 2004–2007 | 4400                               | Richard Tyler                | Dwadzieścia osiem odcinków         |
| 2009      | Magia kłamstwa                     | detektyw Don Hughes          | Odcinek „Do No Harm”               |
| 2009      | Prawo i porządek: sekcja specjalna | Mark Foster                  | Odcinek „Chwiejny”                 |
| 2010      | All Signs of Death                 | Gabe                         | Odcinek pilotażowy                 |
| 2011      | Lights Out                         | Richard „Death Row” Reynolds | Odcinek „Unaired Pilot”            |
| 2011–2012 | Treme                              | Anthony King                 | Sześć odcinków                     |
| 2011–2012 | Alphas                             | Nathan Clay                  | Dwanaście odcinków                 |
| 2012      | Alcatraz                           | Clarence Montgomery          | Odcinek „Clarence Montgomery”      |
| 2013–2016 | House of Cards                     | Remy Danton                  | Trzydzieści trzy odcinki           |
| 2016      | Luke Cage                          | Cornell „Cottonmouth” Stokes | Sześć odcinków                     |
| 2017      | Comrade Detective                  | Coach (głos)                 | Odcinek „Two Films for One Ticket” |
| 2018      | Pokój 104                          | Franco                       | Odcinek „Shark”                    |
| 2019      | Detektyw                           | Wayne Hays                   | Osiem odcinków                     |
| 2020      | Ramy                               | Sheikh Malik                 | Sześć odcinków                     |